# Келишки смугасті
Келишки смугасті (Cyathus striatus) — вид грибів роду ціатус (Cyathus). Сучасну біномінальну назву надано у 1787 році.

## Назва
В англійській мові гриб називають "рифлене пташине гніздо" (англ. fluted bird's nest).

## Будова
Плодове тіло має вигляд келишка - 0,5-1 см в діаметрі. Внутрішня поверхня гриба рифлена з 10-12 маленькими "яйцями" (перідіоли), що містять спори. Краплини дощу, що потрапляють всередину гриба - виштовхують перідіоли з великою швидкістю на значну відстань.

## Життєвий цикл
Плодові тіла з'являються з березня по листопад.

## Поширення та середовище існування
Росте на мертвій гниючій деревині. 

## Практичне використання
Не їстівний.

## Галерея

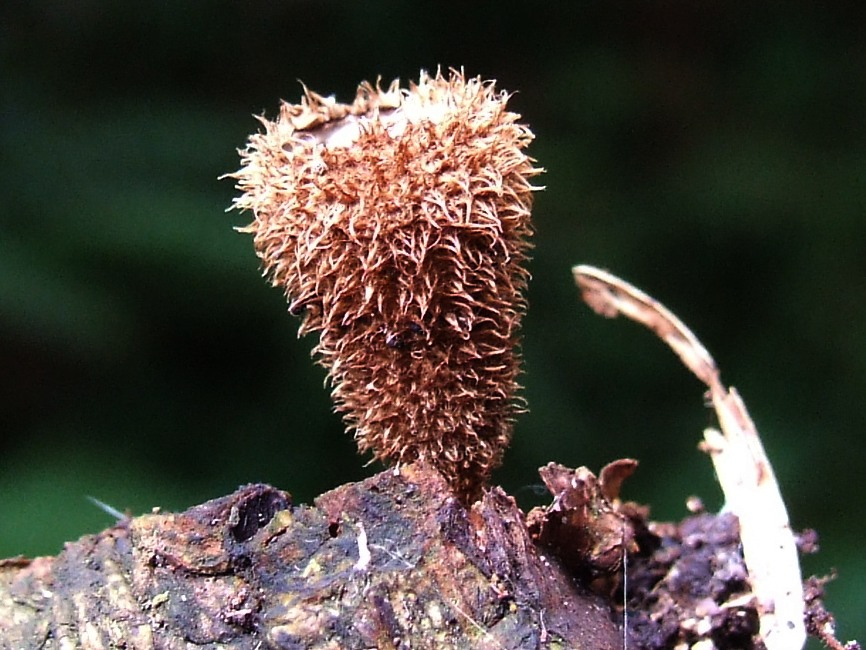
Молодий гриб
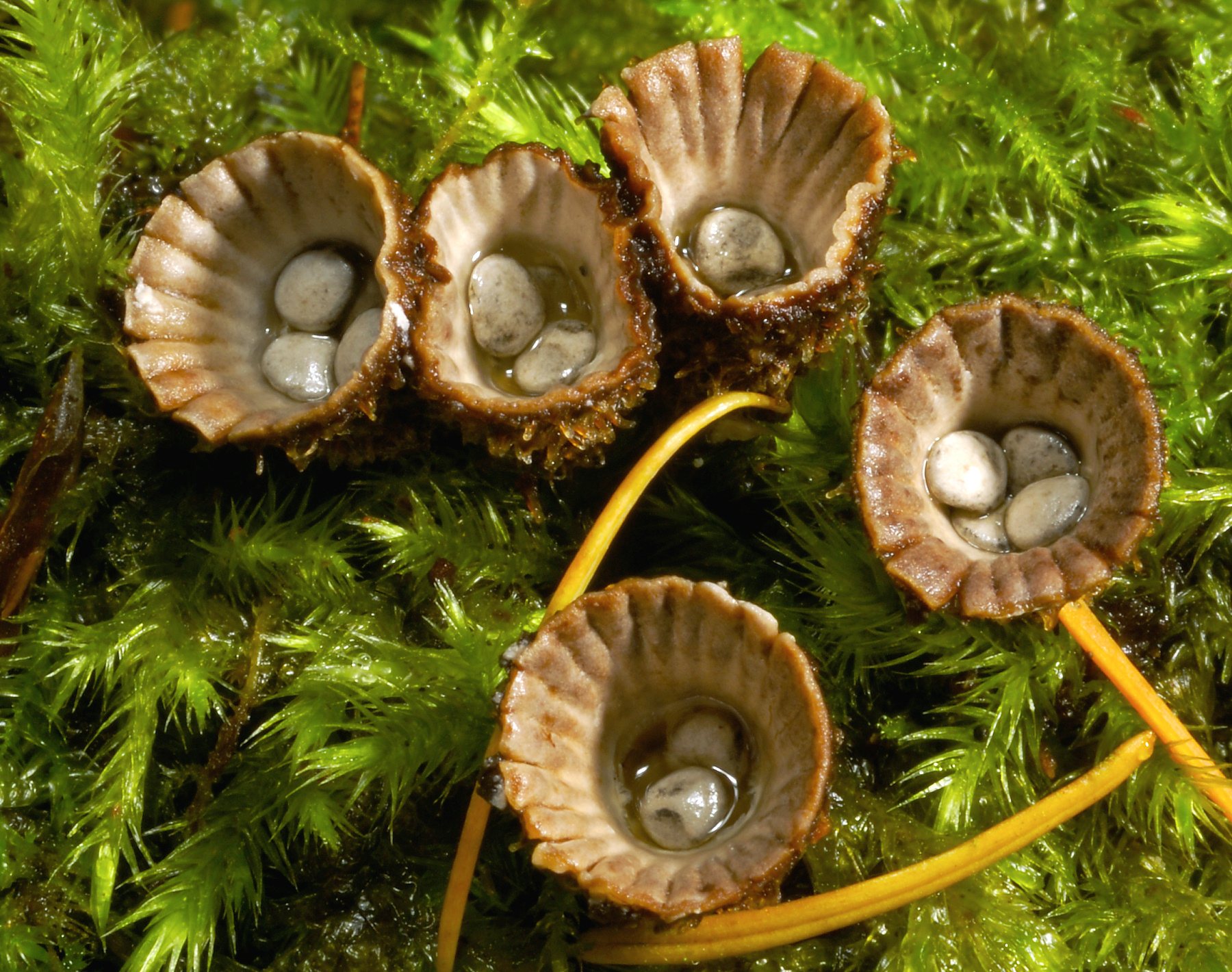
Дорослі гриби
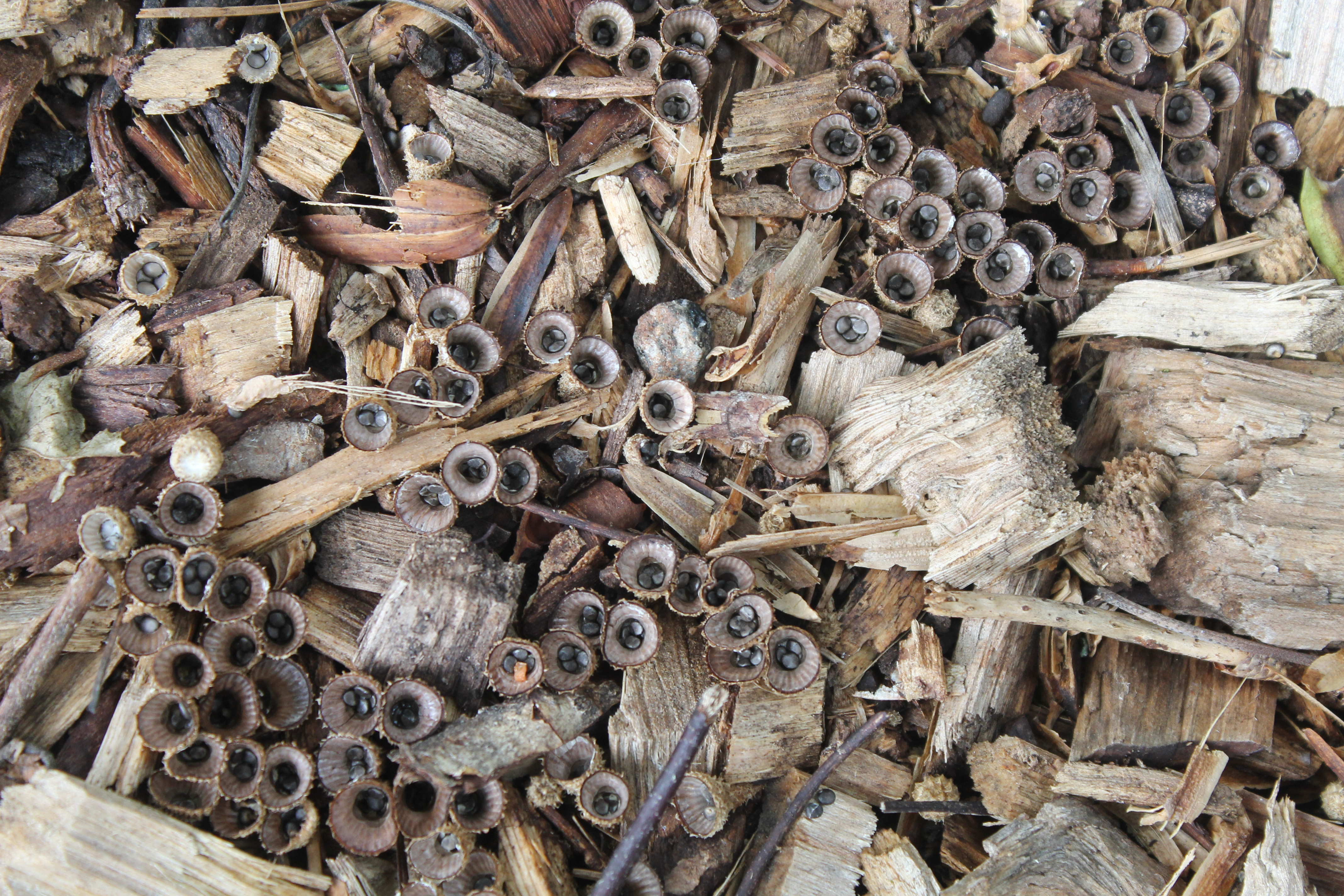
Група грибів